# گروش

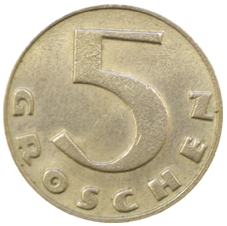
سکه‌ی ۵ گروش.

گروش (به لهستانی: grosz)(به آلمانی: Groschen) کوچک‌ترین یکای پول: لهستان و اتریش تا زمان پیوستن به نوار یورو بوده‌است. معرب گروش، قرش (به انگلیسی: ghirsh) است که جمع عربی آن قروش می‌شود که اجزای پول برخی از کشورهای عربی مثل عربستان، سوریه ، مصر و لبنان می‌باشد و در ترکیه نیز کروش (به ترکی استامبولی: Kuruş) نوشته و تلفظ می‌شود.